# Neil Johnston
Donald Neil Johnston (ur. 4 lutego 1929 roku w Chillicothe w stanie Ohio, zm. 28 września 1978 roku w Irving w stanie Teksas) – amerykański koszykarz. 
Ukończył college Ohio State. W latach 1951–1959 grał w NBA w barwach Philadelphia Warriors. Łącznie podczas kariery w NBA zdobył 10023 punkty, 5856 zbiórek oraz 1269 asyst. W latach 1959–1961 trener Philadelphia Warriors.

## Osiągnięcia
NCAA
- Zaliczony do Akademickiej Galerii Sław Koszykówki (2006)[1]

NBA
- Mistrz NBA (1956)[2]
- 6-krotny uczestnik meczu gwiazd NBA (1953-1958)[3]
- Wybrany do:
  - I składu NBA (1953–1956)[4]
  - II składu NBA (1957)[4]
- Lider:
  - sezonu regularnego w:
    - punktach (1953-1955)[5]
    - zbiórkach (1955)[6]
    - skuteczności rzutów z gry (1953, 1956, 1957)[7]

  - play-off w średniej zbiórek (1956)[8]
- Członek:
  - Galerii Sław Sportu:
    - stanu Pensylwania (Pennsylvania Sports Hall of Fame - 1980)[9]
    - Filadelfii (Philadelphia Sports Hall of Fame - 2009)[10]

  - Koszykarskiej Galerii Sław im. Jamesa Naismitha (Naismith Memorial Basketball Hall Of Fame - 1990)[11]